# 愛麗思歐雅瑪

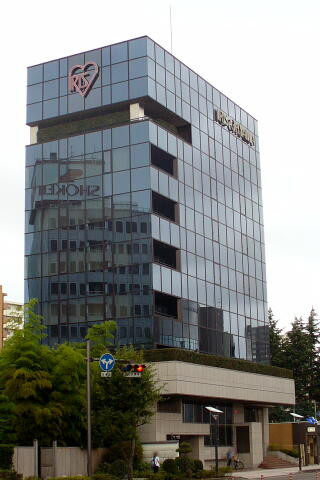
愛麗思總部

愛麗思歐雅瑪（日语：アイリスオーヤマ株式会社）是一家位於日本宮城縣仙台市青葉區的生活用品製造商，同時也是日本領先的收納用品和白色家電品牌。該公司設計和製造針對家具、家庭用品、花園裝飾品、辦公用品和寵物用品市場的產品，並在荷蘭蒂爾堡設有辦事處。

## 外部連結
- 香港及澳門愛麗思歐雅瑪 （页面存档备份，存于）
- 台灣愛麗思歐雅瑪 （页面存档备份，存于）（繁體中文）
- 愛麗思歐雅瑪株式会社 （页面存档备份，存于）（日語）（英文）
- 愛麗思歐雅瑪的X（前Twitter）（日語）
- 愛麗思歐雅瑪的Facebook專頁（日語）
- 愛麗思歐雅瑪的Instagram帳戶（日語）
- YouTube上的愛麗思歐雅瑪頻道（日語）